# Лау, Уэсли
Уэсли Лау (англ. Wesley Lau; 18 июня 1921 — 30 августа 1984) — американский актёр кино и телевидения.

## Биография
Уэсли Лау родился и вырос в Шебойгане, Висконсин. Во время Второй мировой войны служил в Воздушном корпусе Армии США. Изучал драматургию в университете Висконсина и получил степень магистра искусств в Йельской школе драмы. Далее продолжил обучение в актёрской студии в Нью-Йорке.
В сентябре 1961 году Лау сыграл ответчика Амори Феллона в эпизоде «Дело нетерпеливого компаньона» телесериала «Перри Мейсон». Менее чем через месяц продюсеры телесериала утвердили актёра на роль лейтенанта полиции Энди Андерсона. Всего Лау снялся в 81 эпизоде «Перри Мейсона». Также, Лау сыграл эпизодические роли в телесериалах «Альфред Хичкок представляет», «Дымок из ствола», «Есть оружие — Будут путешествия», «Питер Ганн», «Сумеречная зона», «Туннель времени», «Большая долина», «Миссия невыполнима», «Человек за шесть миллионов долларов». В кино актёр сыграл роли в фильмах «Я хочу жить!» (1958), «Форт Аламо» (1960), «Венецианский роман» (1967), «Паника в городе» (1968), «Угонщик самолётов» (1972), «Домоседы» (1974).
Уэсли Лау умер от сердечной недостаточности 30 августа 1984 года. Был похоронен на кладбище Голливуд-Хиллз.